# Antti Hannikainen
Antti Juhana Hannikainen, född 18 juli 1910 i Kerimäki, död 13 januari 1976 i Helsingfors, var en finländsk jurist och ämbetsman.
Hannikainen blev juris doktor 1948. Han tjänstgjorde 1936–1945 vid Viborgs hovrätt och 1945–1950 vid dess efterträdare Östra Finlands hovrätt samt var justitiekanslersadjoint 1950–1956 och justitieråd i Högsta domstolen 1956–1961. Han var justitiekansler 1961–1964,  president i Högsta domstolen 1964–1975 och justitieminister (agrar) 1959–1961.
Hannikainen var den dittills yngste HD-presidenten och arbetade under sina år på posten för att stärka domstolsväsendets oberoende.